# Thomomys bottae
Thomomys bottae és una espècie de mamífer rosegador de la família dels geòmids. Viu a l'oest dels Estats Units i el nord de Mèxic. Els seus hàbitats naturals van des dels matollars desèrtics fins als boscos de coníferes de gran altitud. Prefereix els sòls profunds de zones obertes. És una espècie en risc mínim, és a dir, no sembla que hi hagi cap amenaça significativa per a la seva supervivència.
Fou anomenat en honor de l'explorador i metge italofrancès Paolo Emilio Botta.